# Dichelacera fairchildi
Dichelacera fairchildi är en tvåvingeart som beskrevs av Burger 1999. Dichelacera fairchildi ingår i släktet Dichelacera och familjen bromsar. Inga underarter finns listade i Catalogue of Life.